# NSS-9
NSS-9 is een communicatiesatelliet die eigendom is van SES World Skies (sinds 2011 SES S.A.). Het is een volledige C-band-satelliet, bedoeld als vervanging van de NSS-5 en heeft drie beams met 44 actieve C-band-transponders.
NSS-9 is gebouwd door de Orbital Sciences Corporation en op 12 februari 2009 aan boord van de Ariane 5-vlucht V-187 gelanceerd.
NSS-9, gebouwd op de Orbital STAR-2 satellietbus en heeft een verwachte nuttige levensduur tot 2024. De lancering was te zien in het programma World's Toughest Fixes S02E02 van het National Geographic Channel.